# Поствілл (Айова)
Поствілл (англ. Postville) — місто (англ. city) в США, в округах Алламакі і Клейтон штату Айова. Населення — 2503 особи (2020).

## Географія
Поствілл розташований за координатами 43°5′2″ пн. ш. 91°34′6″ зх. д. / 43.08389° пн. ш. 91.56833° зх. д. (43.083949, -91.568213).  За даними Бюро перепису населення США в 2010 році місто мало площу 5,47 км², уся площа — суходіл.

## Демографія
Згідно з переписом 2010 року, у місті мешкало 2227 осіб у 744 домогосподарствах у складі 497 родин. Густота населення становила 407 осіб/км².  Було 902 помешкання (165/км²).
Расовий склад населення:
| - 77,0 % — білих - 4,4 % — чорних або афроамериканців - 1,0 % — азіатів - 0,7 % — вихідців з тихоокеанських островів - 0,6 % — корінних американців - 14,3 % — осіб інших рас |

До двох чи більше рас належало 2,0 %. Частка іспаномовних становила 32,0 % від усіх жителів.
За віковим діапазоном населення розподілялося таким чином: 32,7 % — особи молодші 18 років, 52,8 % — особи у віці 18—64 років, 14,5 % — особи у віці 65 років та старші. Медіана віку мешканця становила 30,2 року. На 100 осіб жіночої статі у місті припадало 101,5 чоловіків;  на 100 жінок у віці від 18 років та старших — 94,4 чоловіків також старших 18 років.
Середній дохід на одне домашнє господарство  становив 41 167 доларів США (медіана — 33 944), а середній дохід на одну сім'ю — 41 444 долари (медіана — 35 036). Медіана доходів становила 34 271 долар для чоловіків та 20 000 доларів для жінок. За межею бідності перебувало 24,4 % осіб, у тому числі 36,3 % дітей у віці до 18 років та 9,2 % осіб у віці 65 років та старших.
Цивільне працевлаштоване населення становило 899 осіб. Основні галузі зайнятості: виробництво — 38,2 %, освіта, охорона здоров'я та соціальна допомога — 12,5 %, будівництво — 10,2 %, науковці, спеціалісти, менеджери — 9,9 %.